# 刺身包丁

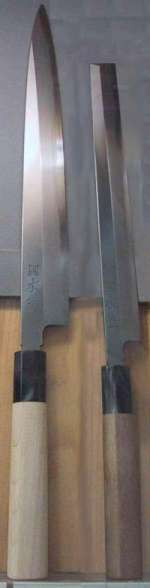
左が関西型、右が関東型

刺身包丁（さしみぼうちょう）は和包丁の一つ。生の魚介類を刺身などのために切り身などを薄く切るために使われる。刃渡りは18～36cm程度で細長い。

## 概要
薄刃包丁と同じく関東のものと関西のもので形が異なり、関東のものは切っ先が無く、四角い。関西のものは刃はまっすぐであるが、先端はとがっている。関東型のものを蛸引きといい、関西型のものは形から柳刃包丁や正夫（当て字・菖蒲の葉の意）ともいう。通常は片刃であり、裏側に裏透きと呼ばれるへこみがある。
関東では関東型、関西では関西型がよく見られる。ただし関東でも関西型の包丁を使う料理人はおり、その逆も然りである。現在では柳刃包丁型が増えつつある。
出刃包丁に比べると薄く細長く、刃の反りが少ない。家庭では18～24cm程度、本職用には27～33cm程度のものが一般的である。

## 用途
概ね切り身の魚を扱うために使われる。刺身を引く際に、切り口を美しく新鮮に保つためには一方向への引き切りであることが必要なため、刃渡りが長く作られている。大型の魚を切り身に下ろすまでは出刃包丁やその派生である身卸ろしなどを使う。刺身や、ぬめりのある魚介類を引くのに非常に便利であるほか、近年では肉類もこれで切ることがある。ただし、肉を切った後はしっかりと油を拭う必要がある。

## ふぐ引き
ふぐ引きは柳刃包丁の形であるがさらに細身で薄くなっており、弾性もある。関西ではてっさ包丁とも言われる。非常に薄いふぐの刺身を引くためにこのような形状になったと考えられる。